# 2988 Korhonen
2988 Korhonen eller 1943 EM är en asteroid i huvudbältet som upptäcktes den 1 mars 1943 av den finska astronomen Liisi Oterma vid Storheikkilä observatorium. Den har fått sitt namn efter den finske astronomen Tapio Korhonen.
Asteroiden har en diameter på ungefär 13 kilometer och den tillhör asteroidgruppen Eunomia.